# Linköpings stadsmission
Linköpings Stadsmission är en ekumenisk, allmännyttig och ideell förening, som startade 1972. Verksamheten går ut på att ge människor nya möjligheter genom stöd, behandling och arbetsträning.